# Rohrmoos-Untertal
Rohrmoos-Untertal ist eine ehemalige Gemeinde mit 1383 Einwohnern (Stand: 31. Oktober 2013)
im Bezirk Liezen (Gerichtsbezirk Schladming) in der Steiermark. Im Rahmen der Gemeindestrukturreform in der Steiermark ist sie seit 2015 mit den Gemeinden Pichl-Preunegg und Schladming zusammengeschlossen,
die neue Gemeinde führt den Namen Stadtgemeinde Schladming weiter. Grundlage dafür war das Steiermärkische Gemeindestrukturreformgesetz – StGsrG.
Eine Beschwerde der Gemeinden Pichl-Preunegg und Rohrmoos-Untertal gegen die Zusammenlegung beim Verfassungsgerichtshof war nicht erfolgreich.
Die Gemeinde bestand aus den beiden Ortschaften und Katastralgemeinden Rohrmoos und Untertal.

## Geografie

### Gemeindegliederung
Das Gebiet der ehemaligen Gemeinde umfasste folgende vier Ortschaften (in Klammern Einwohnerzahl Stand 31. Oktober 2011):
- Fastenberg (142)
- Obertal (149)
- Rohrmoos (929)
- Untertal (165)

### Nachbargemeinden und -orte bis Ende 2014
- im Norden: Schladming
- im Osten: Haus, Gössenberg, Pruggern, Kleinsölk
- im Süden: Lessach, Göriach, Mariapfarr, Weißpriach (alle im Bundesland Salzburg)
- im Westen: Pichl-Preunegg

## Geografie
Rohrmoos erstreckt sich von ca. 750 Meter Seehöhe (Ennsufer westlich von Schladming) bis auf 2.862 Meter. Der höchste Punkt ist der Gipfel des Hochgolling. Rohrmoos umfasst eine Fläche von 146,34 km² und ist damit größer als die steirische Landeshauptstadt Graz (128 km²).
Hauptsiedlungsgebiet ist der nordöstliche Abhang der Hochwurzen mit zahlreichen Höfen, Gasthäusern und Hotels. Dazu kommt der Fastenberg am Nordwest-Abhang der Planai und die beiden engen, aber langgestreckten Tauerntäler Obertal und Untertal. Die beiden Bäche aus diesen Tälern vereinigen sich im Norden der Gemeinde zum Talbach, der durch eine enge Schlucht steil nach Schladming durchbricht.
In den Bergen an der ehemaligen südlichen Gemeindegrenze (Zinkwand, Vetternspitzen) wurde vom Frühmittelalter bis ins 19. Jahrhundert Bergbau betrieben, vor allem Silber, Nickel und Zink. Teile dieser Anlagen sind heute als Museum und Schaubergwerk eingerichtet.
Am Talende des Untertals liegen die Riesachfälle, die als die höchsten Wasserfälle der Steiermark gelten. Zahlreiche Bergseen, darunter die Giglachseen, der Duisitzkarsee und der Riesachsee, bieten beliebte Wanderziele.

## Politik
Letzter Bürgermeister war bis 31. Dezember 2014 Hermann Trinker.

### Gemeindewappen
Rohrmoos-Untertal führte seit 1. Juli 1971 folgendes Wappen:
„In einem grünen Schild eine erniedrigte silberne mit dem schwarzen Bergwerkszeichen belegte Spitze, begleitet rechts von einem goldenen Schwertkreuz, links von einer goldenen Garbe“.
Es erinnert an den Bergbau, die Bauern- und Knappenaufstände zur Zeit der Reformation und Gegenreformation und die landwirtschaftliche Tradition in der Gemeinde.

## Tourismus
Der bekannte Tourismusort hat jährlich rund 460.000 Übernachtungen.
Hauptattraktionen für die Touristen sind die Skigebiete Hochwurzen und Planai, die zum größten Teil im Gemeindegebiet liegen und im Winter Pisten zum Ski fahren und Rodeln sowie Tiefschneeabfahrten bieten.
Im Sommer ist das Rohrmoos Ausgangspunkt für Wanderungen zu bekannten Gebirgsseen in den Niederen Tauern (Riesachsee mit Alpinsteig Durch die Höll, Klafferkessel, Giglachsee).

## Partnerschaft
- Braunfels (Hessen), Deutschland, seit 1961

## Persönlichkeiten

### Söhne und Töchter der Gemeinde
- Karl Gföller (1890–1952), Politiker der SPÖ, Abgeordneter zum Nationalrat 1945–1952
- Michael Tritscher (* 1965), Skirennfahrer
- Bernhard Knauß (* 1965), Skirennfahrer
- Hans Knauß (* 1971), Skirennfahrer
- Manuel Veith (* 1985), Snowboarder
- Dominic Pürcher (* 1988), Fußballspieler